# Cappella di Filippo Strozzi

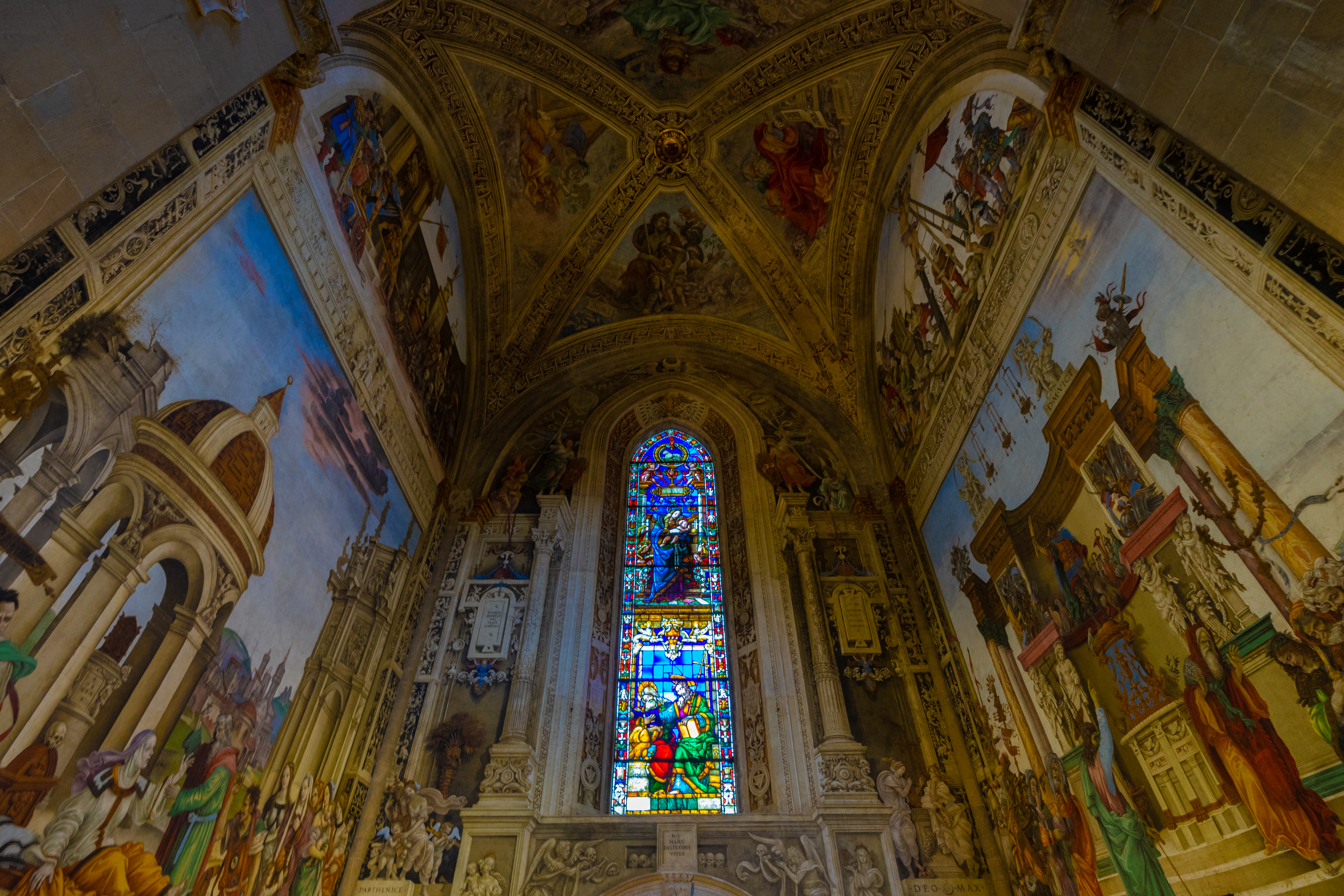
Veduta generale

La cappella di Filippo Strozzi (o di San Giovanni Evangelista) si trova nel transetto destro della  basilica di Santa Maria Novella a Firenze, accanto alla cappella centrale. È celebre per gli affreschi di Filippino Lippi, realizzati tra il 1487 e il 1502.

## Storia

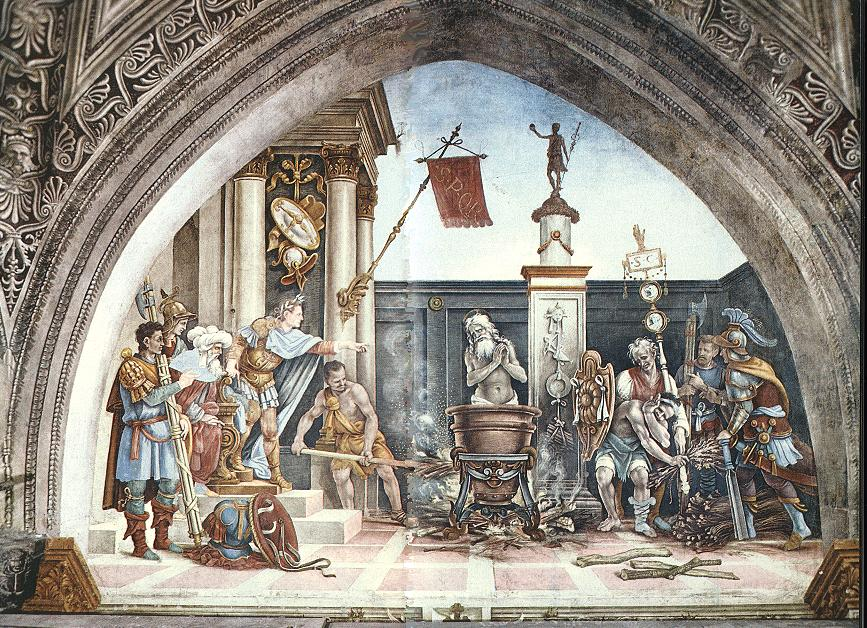
Tortura di San Giovanni

La decorazione della cappella fu commissionata da Filippo Strozzi il vecchio nel 1486, vent'anni dopo il suo rientro dall'esilio a Napoli, quando stava iniziando un vasto programma di riabilitazione del suo nome e della sua famiglia che si esplicò anche nella costruzione del celeberrimo palazzo Strozzi. Quell'anno il banchiere acquistò il giuspatronato dai Boni della cappella già dedicata a san Giovanni Evangelista. In data 21 aprile 1487 veniva stipulato il contratto con il pittore Filippino Lippi, uno degli artisti più all'avanguardia nella scena fiorentina dell'epoca, il quale avviò, per un compenso pattuito di 350 fiorini d'oro, il programma pittorico negli anni immediatamente successivi, entro il 1488. Il committente morì già nel 1491, senza protestare per la dilazione dei lavori che sarebbero dovuti essere conclusi da contratto entro il 1490. Tanto meno lo fecero gli eredi, che lasciarono lavorare l'artista senza problemi di tempo, venendo conclusa solo nel 1502, a quindici anni dalla stesura del contratto. La maggior parte dei pagamenti all'artista avvenne infatti nel 1494-1498, ad opera di Alfonso Strozzi, figlio di Filippo. Alfonso fu uno dei più attivi oppositori di Savonarola; il frate nelle sue prediche attaccò coloro che si facevano allestire monumenti funebri particolarmente sontuosi e la cappella Strozzi fu in quel senso uno dei più vistosi del momento.
I lavori avevano subito un'interruzione per il soggiorno romano dell'artista durante il quale aveva affrescato la cappella Carafa in Santa Maria Sopra Minerva (1488-1493), per rientrare a Firenze e lavorare intensamente tra il 1494 e il 1495, poi più lentamente tra il 1497 e la conclusione. Probabilmente gli affreschi seguirono lo schema classico dei lavori di tale genere: iniziati dagli spicchi della volta, seguirono nelle lunette, nella parete centrale e poi, sicuramente dopo il soggiorno romano, le due scene di Miracoli nel registro mediano, con il termine nella scena della Resurrezione di Drusiana, dove si trova la data 1502.
La presenza di fastose architetture "archeologiche" fa pensare all'influenza ricevuta dai monumenti romani durante il suo soggiorno nella città eterna. Lo stile segna la maturità dell'artista e il definitivo distacco dai modi di Sandro Botticelli: per la sfarzosità, i capricci e l'attenzione ai dettagli, questi affreschi vengono indicati come una delle più antiche testimonianze della maturazione di un gusto manierista a Firenze. Le vetrate, disegnate dallo stesso Filippino, vennero installate solo dopo la morte del committente, fra il giugno e il luglio 1503.

## Descrizione e stile

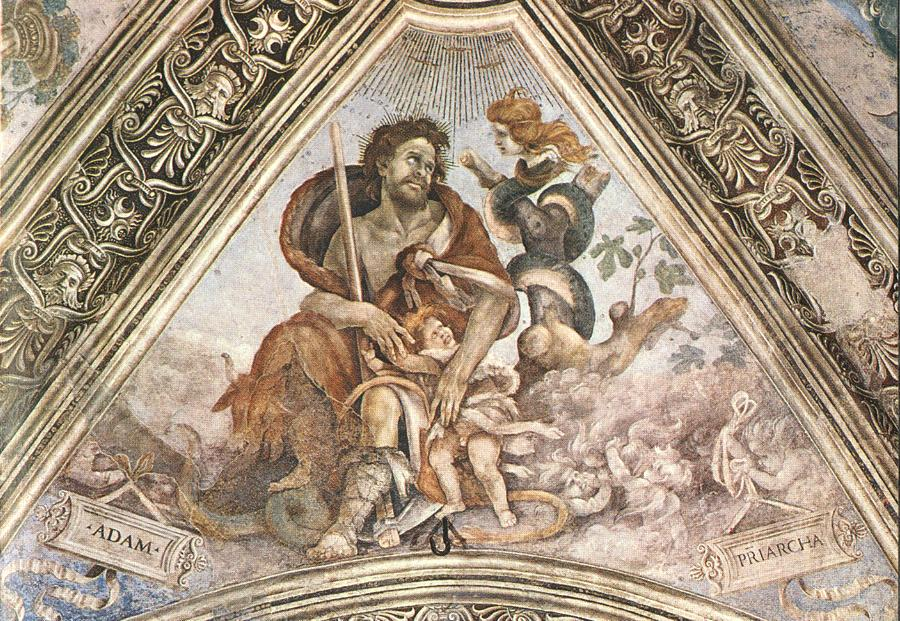
Adamo Patriarca

Il tema del ciclo è la rappresentazione di Storie delle vite dei santi Filippo e Giovanni Evangelista: il primo è legato al nome del committente, il secondo è il patrono della cappella. Le due pareti mostrano, su esplicita richiesta del committente già dal contratto, un miracolo di resurrezione in basso e una scena di martirio in alto.

### La volta
Sulla volta si trovano quattro Patriarchi dell'Antico Testamento: Adamo, rappresentato, in un'iconografia molto originale, assieme al figlio Seth e a Lilith con corpo di serpente attorcigliata all'albero della conoscenza del bene e del male, Noè, col corno dell'abbondanza, la colomba e l'olivo, Abramo, col coltello del sacrificio di Isacco, e Giacobbe, che è chino su un libro sorretto da angeli dove si legge l'iscrizione HEC EST DOMUS DEI ET PORTA COELI ("questa è la casa di Dio e la porta dei cieli"). Ciascuno di essi sta su una nube tenuta su da cherubini a monocromo, i quali reggono anche le insegne coi nomi in carattere capitale romano dei patriarchi.
Noè in particolare mostra una citazione dall'antico nella posa che sembra quella di una divinità fluviale, come le statue del Nilo e del Tevere con la cornucopia, che nel Quattrocento si trovavano a Montecavallo (il colle del Quirinale) e oggi sono in piazza del Campidoglio. Molto originale è la figura di Adamo, che compare con uno solo dei suoi figli, forse Seth, che si rifugia tra le braccia del padre spaventato dalla vista del serpente.
Le vele sono divise da costoloni con decorazioni a monocrocmo raffiguranti delle volute intrecciate in cui si alternano mascheroni, palmette e mezzelune, impresa araldica degli Strozzi.

### Storie di San Filippo

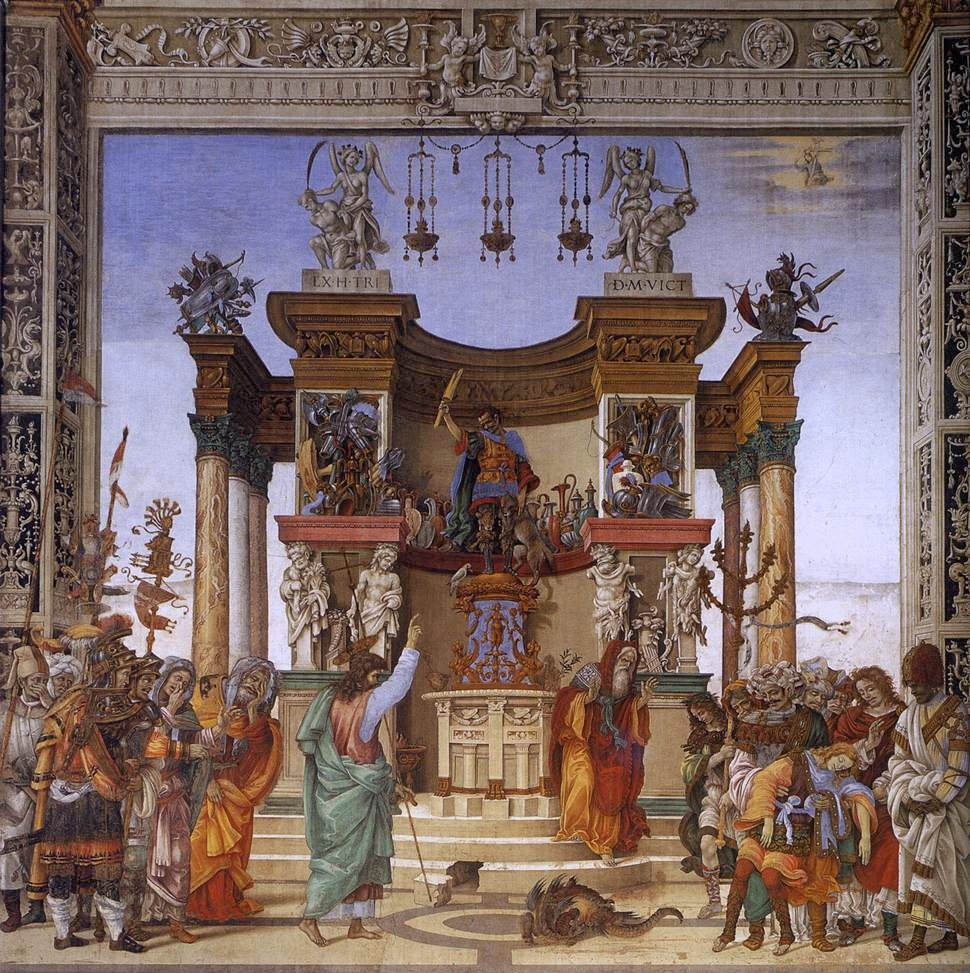
San Filippo scaccia il dragone dal tempio di Hierapolis

La parete destra è occupata dalla Storie di San Filippo: in basso San Filippo scaccia il dragone dal tempio di Hierapolis e sulla lunetta la Crocifissione di San Filippo.
Il miracolo, tratto dalla Leggenda Aurea, parla dell'episodio in cui san Filippo, trovandosi in Scizia, venne costretto dai pagani a fare un sacrificio al tempio di Marte, la cui statua è ben visibile al centro dell'affresco, accanto agli animali simbolici del picchio e del lupo sacro. Mentre il sacerdote però sta preparando il fuoco per il sacrificio, un drago pestilenziale sbuca dalla base della statua e uccide il figlio del sacerdote con il suo alito mortifero. La buca nel gradino venne lodata dal Vasari che raccontò l'aneddoto secondo cui un giovane aiutante di Filippino la scambiò per vera cercando di nasconderci un oggetto. Il santo, ritratto in primo piano, ricaccia il demone pagano e resuscita il giovane con un gesto di benedizione. In alto, sulla sommità dell'emiciclo dell'altare che incornicia la statua di Marte,  sotto statue di angeli che sottomettono due prigionieri, si legge l'iscrizione EX H[OC] TRI[UMPHO] D[EO] M[AXIMO] VICT[ORIA] ("da questo trionfo vittoria a Dio massimo"), una precisazione della vittoria del Cristianesimo sui pagani. La forma dell'altare, che assomiglia per sontuosità a un tempio vero e proprio, venne ripresa da un altare conservato nei Musei Vaticani. Marte sembra tutt'altro che un simulacro inanimato, ma sembra vivente nell'atto di scagliare i fulmini (anche se sarebbero attributo esclusivo di Giove) in sfida al santo cristiano, mentre accarezza il lupo (con il mantello reso in maniera morbidissima) e ha accanto un picchio, suoi animali sacri. Anche le quattro erme sotto di lui hanno un aspetto molto umano, che reggono un cornicione dove sono appoggiate vasellami e recipienti variopinti e due trofei d'armi, ispirati ai rilievi del basamento della Colonna Traiana.
Il personaggio nero all'estrema destra, esoticamente abbigliato con un colbacco, è probabilmente lo schiavo che il banchiere affrancò prima di morire. Il personaggio alla sua sinistra è stato talvolta proposto come autoritratto di Filippino. Si vede anche un orientale con turbante, forse una figura che colpì l'immaginazione di Filippino durante il suo viaggio a Venezia nel 1489. Tra i personaggi uno tiene in mano un alto candelabro a cinque braccia, probabilmente una citazione della menorah che compare sui rilievi dell'arco di Tito.
Il tema è ovviamente lo scontro fra cultura cristiana e paganesimo, di scottante attualità per l'epoca, essendo il periodo del "governo" teocratico del Savonarola: si pensi per esempio al chiaro messaggio del mostro evocato da San Filippo dal tempio di Marte, simbolo del demonio, che con il suo venefico respiro uccide il figlio del sacerdote, mettendo tutti in guardia dalla pericolosità della religione pagana. Secondo la Leggenda Aurea infatti, san Filippo era stato fatto prigioniero dai pagani di Scizia, e venne portato nel tempio per obbligarlo a sacrificare al Dio pagano. Nel cielo sulla destra poi appare Cristo con la Croce.

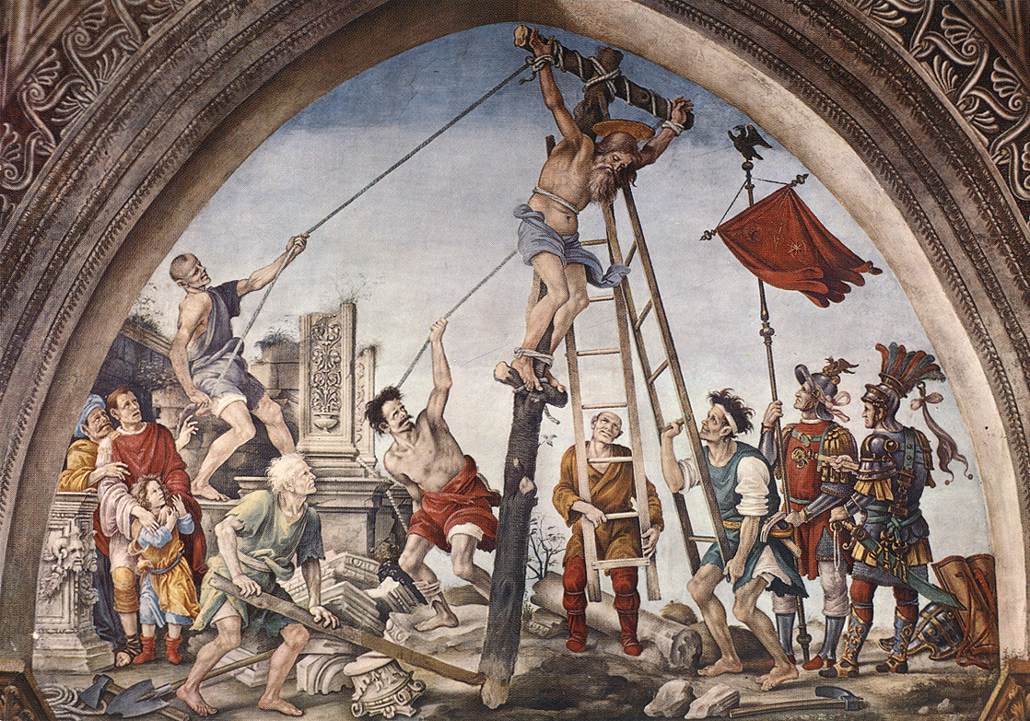
Crocifissione di San Filippo

Filippino inserì i suoi personaggi in scenografie che ricreano quindi il mondo antico in ogni minimo dettaglio ma le sovraccaricò di decorazioni a grottesche, frutto del soggiorno romano, tanto da creare una decorazione "animata", misteriosa, fantastica e inquietante, raggiungendo l'irrealtà di un incubo. Il fastoso altare del tempio di Hierapolis, per esempio, è realizzato con un accumulo di trofei, telamoni e sfingi.
Nella fascia tra questa scena e quella superiore corre una ricca decorazione con al centro due putti che reggono una torcia accesa in mano e la Veronica, su cui si trovano il calice e la patena che alludono alla morte di Cristo.
La lunetta soprastante raffigura il Martirio di San Filippo, che venne crocifisso dopo la cattura a Hierapolis, tra le rovine del tempio che aveva fatto distruggere. Tra gli astanti del gruppo di sinistra si trovano i ritratti del committente e di suo figlio.
In queste scene, come nelle successive, gli equilibri sono volutamente spezzati, i colori discordanti, le scene affollate, i gesti calcati, le espressioni caricate, le figure e le architetture ambigue, il tutto a creare un insieme anticlassico per eccellenza. Nelle scene di martirio l'artista pose carnefici feroci deformati da smorfie, che si accaniscono contro i santi.

### Storie di san Giovanni

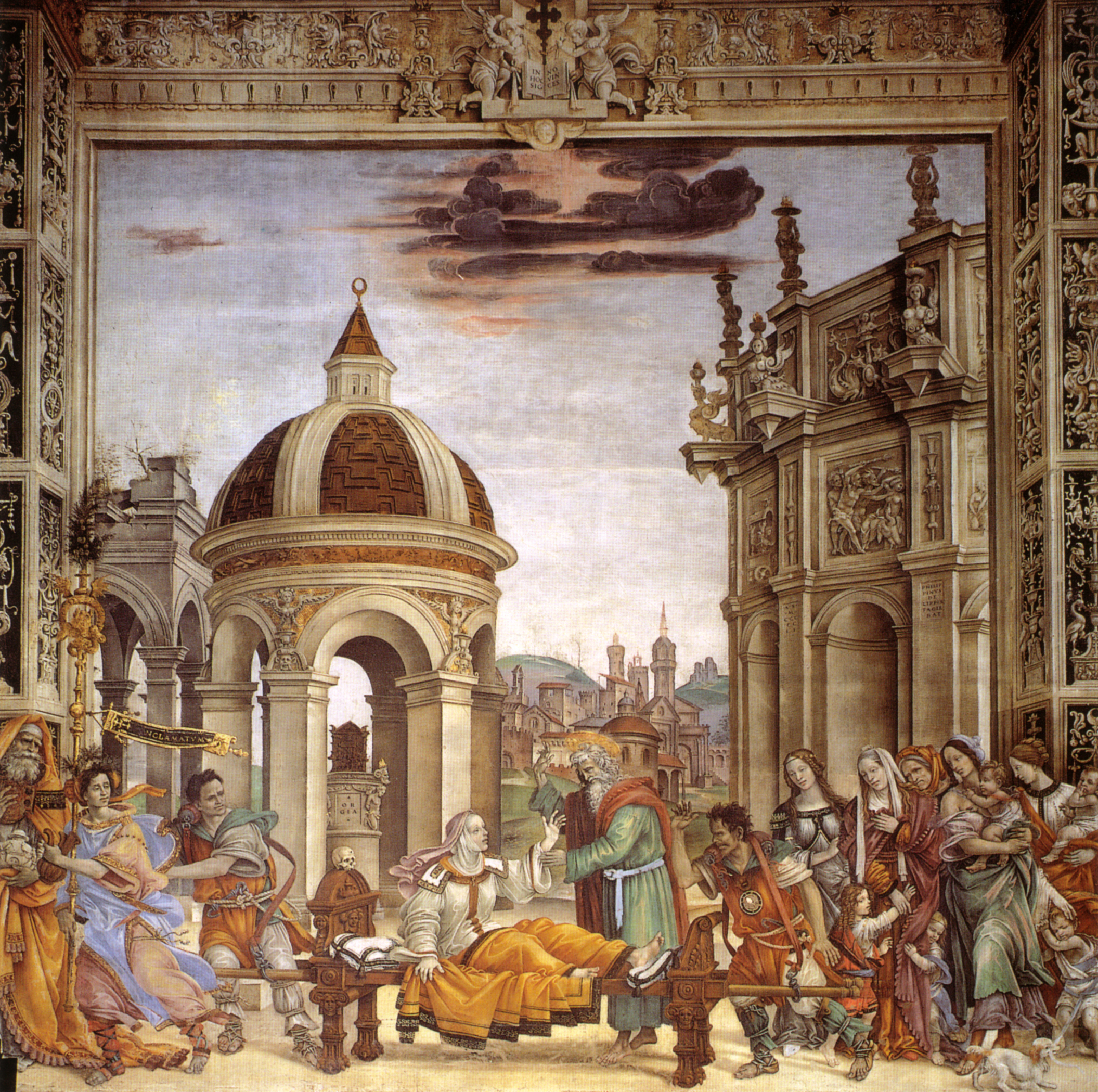
Resurrezione di Drusiana

A sinistra si trovano le Storie di san Giovanni Evangelista: in basso San Giovanni resuscita Drusiana e in alto il Martirio di san Giovanni.
La scena della Resurrezione di Drusiana è sempre tratta dalla Leggenda Aurea e mostra san Giovanni che, tornato a Efeso dopo la morte di Domiziano, si imbatte nel funerale della devota Drusiana, che nonostante avesse manifestato il desiderio di conoscerlo ai familiari, attendendo a lungo nella speranza di vederlo, era spirata proprio quel giorno. Filippino scelse di ritrarre il momento il cui Giovanni con un gesto resuscita la donna, nel panico generale per l'evento prodigioso. Nell'edificio di destra, sui pilastri, si legge A.S. MCCCCII (1502) e la firma PHILIPPINUS DE LIPPIS FACIEBAT. Tra le colonne del tempietto circolare si trova un'ara con l'iscrizione ORGIA, un'allusione ai riti pagani. Nel gruppo di donne sulla destra alcuni hanno proposto di identificare Selvaggia Gianfigliazzi, la vedova di Filippo Strozzi, tra le figlie Alessandra, Lucrezia e Caterina.
Nell'alta fascia decorativa tra scena e scena si trovano al centro due putti che sorreggono il libro aperto con l'iscrizione in hoc signo vinces, legata alla vittoria di Costantino alla battaglia di Ponte Milvio tramite la visione della Vera Croce.
La lunetta soprastante mostra la Tortura di san Giovanni Evangelista. A sinistra si vede l'imperatore che ordina la tortura, con un gesto analogo a quello usato da Filippino nella cappella Brancacci per la scena della Disputa di Simon Mago, mentre Giovanni è al centro immerso nel pentolone colmo d'olio bollente, dal quale uscirà miracolosamente indenne. La drammaticità è quasi bandita dalla scena, all'insegna della serena sopportazione del santo, con alcuni dettagli ricchi di fascino, come il carnefice che si ripara dal fumo e dal calore dietro lo scudo di un soldato mentre tenta di attizzare il fuoco. Numerose sono le citazione dell'antico, come i fasci littori, i trofei d'armi, la colonna onoraria, il vessillo con la scritta SPQR.

### La parete di fondo

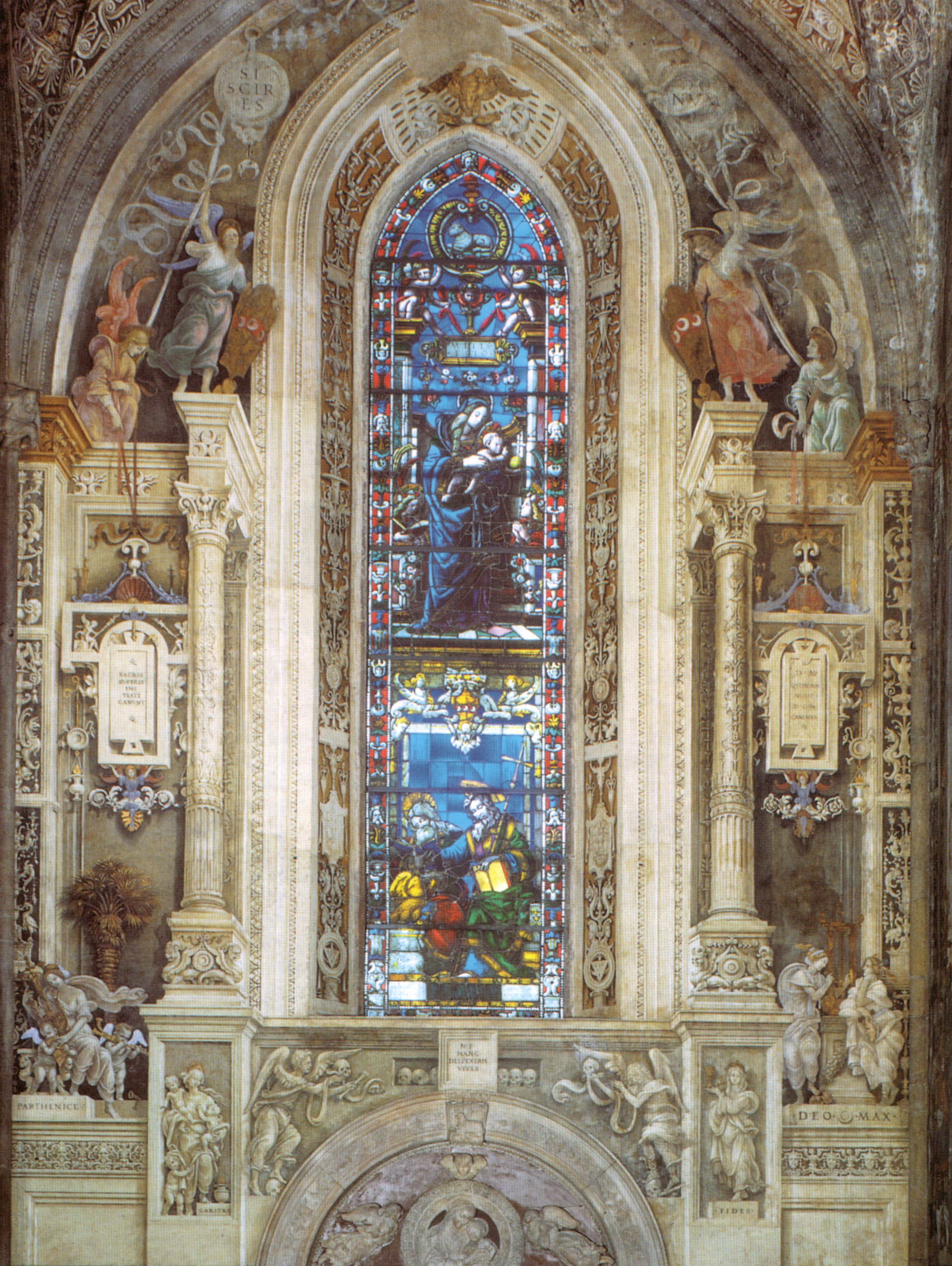
La parete di fondo

La parete di fondo venne concepita da Filippino come fulcro della decorazione pittorica, riproducendo una fastosa architettura illusionistica in dicromia, con alcune figure policrome di contorno. La scelta dell'effetto grisaille accentua il carattere di trompe-l'œil e crea giochi raffinati con il sepolcro in pietra scura di Benedetto da Maiano, quasi che la parete fosse una prosecuzione fittizia della tomba scolpita; inoltre potenzia per contrasto gli affreschi delle pareti. L'apparato scenografico, ripreso dai modelli antichi che aveva avuto modo di vedere a Roma è grandioso, ma rielaborato così profondamente da apparire irreale e anticlassico.
A partire dall'arcosolio due angeli dipinti tengono tra le mani un teschio e un altro sotto un piede e stanno rivolti verso una tabella scolpita davanti a un finto scomparto con altri teschi, dove si legge NI HANC DESPEXERIS VIVES ("se non disprezzerai questo - il teschio - vivrai"). Accanto agli angeli si ergono due alte colonne riccamente ornate, sui cui plinti si trovano le personificazioni della Carità (sinistra), che allatta tre fanciulli e ha vicino il fuoco, suo emblema, e della Fede (destra), con un crocifisso, una pisside e un'ostia.
Un po' più in alto, ai lati delle colonne, si trovano altri due gruppi allegorici: 
- a sinistra la Parthenice, la Musa Pagana che abitava nel Partenio, cioè il monte dell'Arcadia, che suona la lira con due amorini all'ombra di una palma, simbolo cristiano del trionfo sul mondo antico; nel cartiglio superiore si legge SACRIS SUPERIS INITIATI CANUNT ("gli iniziati cantano agli dèi celesti"), un riferimento dall'Ecclesiastico alla conoscenza pagana; con lei stanno due angeli dall'aspetto piuttosto paganeggiante che suonano una siringa e un flauto che Filippino copiò da un sarcofago romano delle Muse, forse quello dalla collezione Giustiniani oggi nel Kunsthistorisches Museum.
- a destra le Muse Cristiane, con l'iscrizione "Deo Max[imo]", che si appoggiano a un altare per suonare un'altissima lira con un plettro formato da ossa; il cartiglio sospeso reca l'iscrizione D[EO] M[AXIMO] QUONDAM NUHC (nunc) CANIMUS ("in questo momento cantiamo a te, oh Dio supremo"). La musa alla sinistra calpesta una maschera, simbolo delle illusioni terrene che terminano con la morte, mentre quella destra ne tiene una in mano, simbolo dell'anima del defunto che si toglie la maschera terrena in attesa della resurrezione.Dettaglio delle Muse

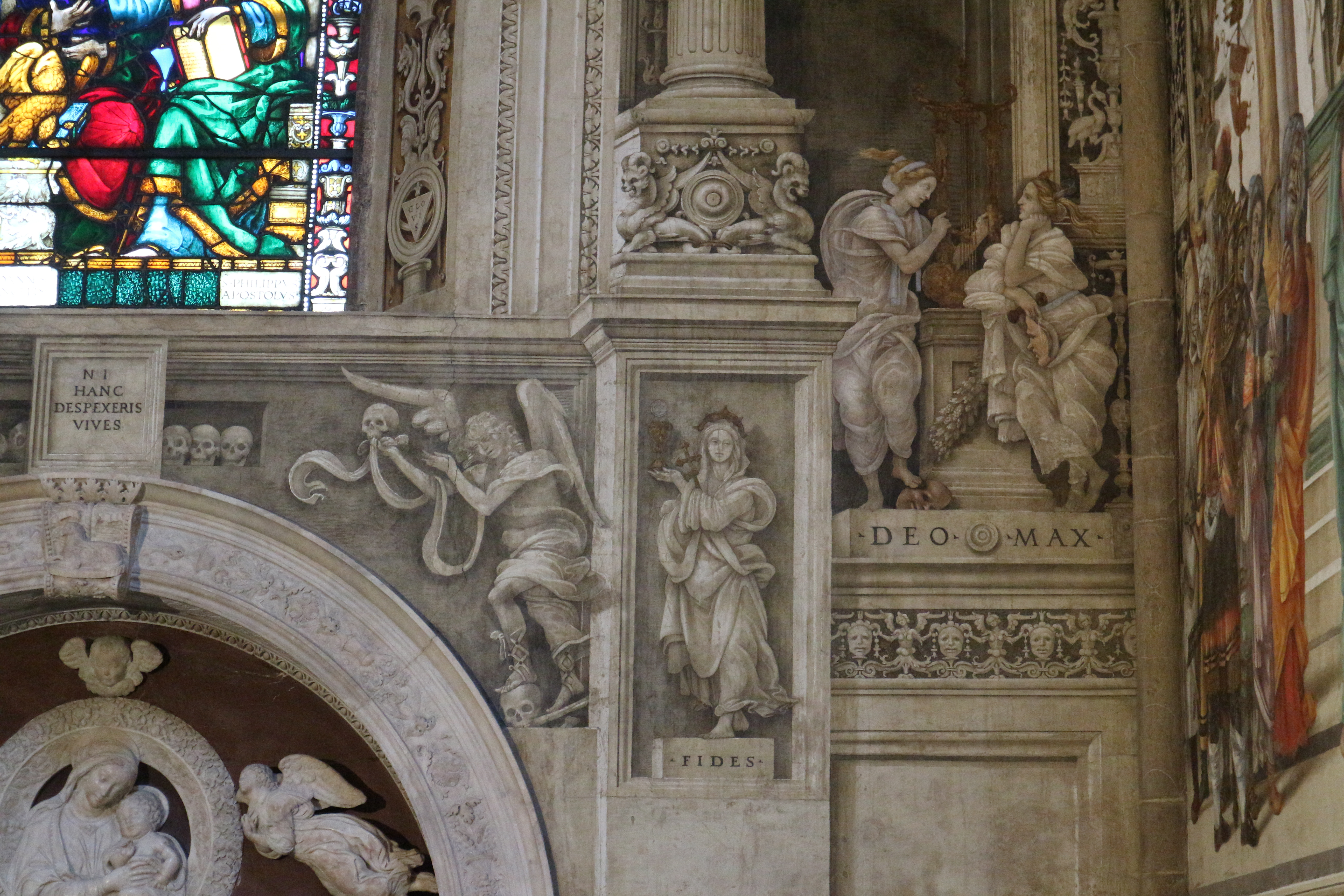
Dettaglio delle Muse

Questa complessa allegoria si riferisce quindi in buona sostanza alla contrapposizione dei due tipi di sapienza, pagana e cristiana, che mediano tra la terra ed il cielo permettendo la Salvezza. La stessa fuga ascensionale degli elementi architettonici simboleggia la salita dell'anima verso il cielo. Le Muse inoltre figuravano spesso sui sarcofagi antichi come simboli di immortalità, secondo un'idea che il cristianesimo ha ereditato almeno in parte.
La vetrata venne disegnata dallo stesso artista entro il 1497 e  collocata nel 1503. Vi sono rappresentati in alto la Madonna col Bambino e due angeli, sotto i quali, oltre una fascia con lo stemma Strozzi, si trovano i due santi titolari della cappella, Filippo e Giovanni Evangelista; La figura del Bambino che benedice verso san Filippo dimostra la preminenza del santo nel ciclo decorativo poiché protettore del committente. In alto si vede la figura dell'Agnello accovacciato, uno degli emblemi di Filippo Strozzi, con il motto MITIS ESTO ("sii mite"). L'impostazione della vetrata, filtro tra la luce naturale e quella "divina", è strettamente legata alle finte architetture che la circondano, tra le quali appare come il fornice di un arco di trionfo. Negli strombi della finestra corrono ricche candelabre intervallate da scudi triangolari inscritti in cerchi, dove si legge la parola GLO/VI/S, che va letta all'incontro come "SI VOLG[E]", alludendo alla fortuna variabile, come nella vita del committente, ma anche al volgersi della morte fisica in vita eterna.
Nella parte superiore della parete, oltre la trabeazione dipinta, si trovano due coppie di angeli colorati, nelle posizioni simmetriche di genuflessione e vittoria, che simboleggiano il Trionfo della Fama, con gli scudi degli Strozzi, vittoriosi nel giorno del giudizio: si tratta di un tema umanistico derivato dal Petrarca (che Filippo Strozzi possedeva in un prezioso commentario di Poggio Bracciolini finemente miniato), cioè della Fama che vince la Morte. Sopra gli angeli trionfanti infine, due clipei riportane le iscrizioni SI SCIRES / DONUME DEI, che alludono all'"acqua di vita" quale pegno di immortalità, promessa da Gesù alla Samaritana incontrata al pozzo (Giovanni 4, 10). Qui si trovano anche i tre emblemi di Filippo: il già citato agnello accovacciato nella parte superiore della vetrata, il falcone nella strombatura con il motto EXPECTO ("ti aspetto"), riferito alla vittoria paziente sulle avversità, e la mezzaluna alata, simbolo araldico dell'apoteosi del committente.

## La tomba di Filippo Strozzi di Benedetto da Maiano
Dietro l'altare è presente la tomba di Filippo Strozzi, scolpita da Benedetto da Maiano (1491-1495): si presenta come un arcosolio, con una Madonna col Bambino entro un tondo sorretto da quattro angeli; il sarcofago è in pietra nera (la "pietra di paragone" o basanite), con decorazioni di cherubini a rilievo che reggono un cartiglio con bucrani; l'arcosolio è decorato da raffinate candelabre che incorporano le mezzelune araldiche degli Strozzi, mentre sulla chiave di volta si trova l'emblema di Filippo dell'agnello. Un modello per tale sepoltura sono sicuramente i sepolcri di Francesco Sassetti e sua moglie nella Cappella Sassetti di Santa Trinita, di pochi anni anteriori, opera di Giuliano da Sangallo, ma lì i sepolcri sono il fulcro di quella che è un vero e proprio mausoleo, primo in assoluto in Firenze, mentre qui la tomba di Filippo Strozzi, pur centrale, è sicuramente un po' più nascosta, posta com'è dietro l'altare.